# José Bueno
José Junior Julio Bueno (Erevan, 3 settembre 1996) è un calciatore colombiano, difensore dell'Ararat-Armenia.

## Carriera
Cresciuto nel settore giovanile della formazione argentina del Banfield, nel 2017 si trasferisce al Def. de Belgrano, formazione della terza serie argentina, ritagliandosi subito un posto da titolare.
Per la stagione 2018-2019, sale di categoria firmando per il Gimnasia (J), giocando solo sei gare nella serie cadetta. Nell'estate del 2019, torna in patria firmando per l'Once Caldas. Tra il 2019 e il 2020, scende in campo per venti volte, marcando anche il suo primo goal in carriera, in un match perso per cinque reti a due contro il Millonarios.
Il 21 luglio 2021, sbarca in Europa firmando per la formazione armena dell'Ararat-Armenia.

## Palmarès

### Club

#### Competizioni nazionali
- Coppa d'Armenia: 1

Ararat-Armenia: 2023-2024
- Supercoppa d'Armenia: 1

Ararat-Armenia: 2024